# 邊有猷
邊有猷（1539年—1621年），字克壯，號南亭，河南開封府封丘縣人，民籍，明朝政治人物。

## 生平
隆慶四年（1570年）庚午科順天鄉試第一百名舉人，萬曆二年（1574年）中式甲戌科會試第一百七十五名，三甲第一百八十九名進士。授長垣縣知縣，九年（1581年）升常州府同知，十三年（1585年）升戶部員外郎，升郎中，二十三年（1595年）出為常州府知府，二十七年（1599年）正月升山東按察司副使、兵备霸州，二十九年（1601年）正月升山東布政使司右參政、兵備密雲，三十一年（1603年）正月升山東按察使，三十四年（1606年）正月升山東右布政使，三十六年（1608年）正月改太僕寺少卿，同年致仕，天啟元年（1621年）卒。

## 家族
曾祖邊貴；祖父邊鴻，典史；父邊實，教諭。母李氏。具庆下。子邊之靖。